# ورولنگو
ورولنگو (به ایتالیایی: Verolengo) یک کومونه در ایتالیا است که در استان تورین واقع شده‌است.

## خصوصیات
ورولنگو ۲۹٫۲ کیلومترمربع مساحت و ۴٬۶۴۷ نفر جمعیت دارد و ۱۶۹ متر بالاتر از سطح دریا واقع شده‌است.